# Dominique Phinot
Dominique Phinot (1510 – 1556) è stato un compositore franco-fiammingo.

## Biografia
Attivo soprattutto come compositore alla corte e alla cattedrale di Urbino negli anni 1540, Dominique Phinot potrebbe aver avuto origini francesi, dato che Gerolamo Cardano lo descrive come "Gallus". Presumibilmente trascorse parte della sua vita a Lione, dove molte delle suo opere e composizioni furono date alle stampe; nel 1554 altre due delle sue opere furono pubblicate a Venezia.
Phinot fu uno dei più apprezzati compositori rinascimentali e viene ricordato soprattutto per i suoi mottetti e come pioniere dello stile policorale. Della sua opera sopravvivono due messe, quattro magificat, due madrigali, novanta mottetti e oltre sessanta chanson.
Sempre secondo Cardano, Phinot fu processato per sodomia, condannato e bruciato sul rogo nel 1556, probabilmente a Lione.